# 小黄庄
39°57′43″N 116°24′34″E / 39.961983°N 116.409518°E
小黄庄社区是北京市朝阳区和平街街道西部的一个社区。位于北三环路以南、和平西街以西、兴化路和小黄庄北街以东、青年沟路以北。面积0.62平方公里，有70栋居民楼，居民1.6万人。
辖区内有：中国建筑科学研究院、中国煤矿文工团、北京计算机三厂、北京经济日报社。